# 莫氏舌鰨
莫氏舌鰨為輻鰭魚綱鰈形目鰨亞目舌鰨科的其中一種，分布於中東大西洋茅利塔尼亞至剛果諾亞港半鹹水、海域，棲息深度10-30公尺，體長可達40公分，棲息在沿岸沙泥底質底層水域，以軟體動物為食，生活習性不明，可做為食用魚。

## 扩展阅读
維基物種上的相關：莫氏舌鰨